# Salernitana Sport 1994-1995
Questa voce raccoglie le informazioni riguardanti la Salernitana Sport nelle competizioni ufficiali della stagione 1994-1995.

## Stagione
Organico pressoché invariato rispetto alla stagione precedente, così come luogo del ritiro e metodi di preparazione per la Salernitana 1994-1995, neopromossa in Serie B. Se in Coppa Italia viene sconfitta al Primo Turno, tuttavia i risultati in campionato consentono ai campani di lottare per la promozione in Serie A fino alla fine della stagione, ottenendo un quinto posto, il primo della classifica non utile al salto di categoria.
Il testa a testa con l'Atalanta durerà infatti fino alla giornata conclusiva quando, nello scontro diretto di Bergamo, gli orobici avranno la meglio per 2-1, staccando così il biglietto per la Massima Serie.
Dal punto di vista dirigenziale, il 18 ottobre Aniello Aliberti rileva la società dal gruppo guidato da Pasquale Casillo, divenendone nuovo presidente.
Da segnalare anche che in questa stagione il capitano e bomber della Salernitana, Giovanni Pisano bissa il successo dell'anno scorso, diventando capocannoniere anche in Serie B e sempre con l'identico bottino di 21 reti, impresa mai riuscita prima ad un calciatore granata.

## Divise e sponsor
Lo sponsor tecnico per la stagione 1994-1995 è Erreà, mentre lo sponsor ufficiale è Rainbow. La divisa casalinga è composta da una maglia granata con bordi bianchi sulle maniche, pantaloncini neri con bordi granata e calzettoni granata, mentre la maglia da trasferta è bianca con linee granata e nere sul lato sinistro della divisa.
| Casa | Trasferta |

## Organigramma societario[9]
Area direttiva
- Presidente: carica vacante,[1] dal 19 ottobre 1994 Aniello Aliberti
- Amministratore Delegato: Antonio Loschiavo (fino al 9 aprile 1995)
- Segretario: Diodato Abagnara

Area organizzativa
- Team manager: Franco del Mese

Area comunicazione
- Addetto Stampa: Antonio Sasso

Area tecnica
- Direttore Sportivo: Renzo Castagnini
- Allenatore: Delio Rossi
- Allenatore in seconda: Vincenzo Marino

Area sanitaria
- Medico Sociale: Giuseppe Palumbo
- Massaggiatore: Giovanni carmando
- Magazziniere: Alfonso De Santo

## Rosa
| N. |                   | Ruolo | Calciatore           |
| -- | ----------------- | ----- | -------------------- |
|    | Italia (bandiera) | P     | Antonio Chimenti     |
|    | Italia (bandiera) | P     | Luigi Genovese       |
|    | Italia (bandiera) | D     | Stefano Bettarini    |
|    | Italia (bandiera) | D     | Gianfranco Circati   |
|    | Italia (bandiera) | D     | Mauro Facci          |
|    | Italia (bandiera) | D     | Salvatore Fresi      |
|    | Italia (bandiera) | D     | Gianluca Grassadonia |
|    | Italia (bandiera) | D     | Claudio Grimaudo     |
|    | Italia (bandiera) | D     | Mark Iuliano         |
|    | Italia (bandiera) | C     | Roberto Breda        |
|    | Italia (bandiera) | C     | Bruno Conca          |

| N. |                   | Ruolo | Calciatore                 |
| -- | ----------------- | ----- | -------------------------- |
|    | Italia (bandiera) | C     | Antonello Corradino        |
|    | Italia (bandiera) | C     | Paolo Rachini              |
|    | Italia (bandiera) | C     | Pietro Strada              |
|    | Italia (bandiera) | C     | Francesco Tudisco          |
|    | Italia (bandiera) | A     | Giovanni Pisano (capitano) |
|    | Italia (bandiera) | A     | Massimiliano De Silvestro  |
|    | Italia (bandiera) | A     | Roberto Genco              |
|    | Italia (bandiera) | A     | Mario Lemme                |
|    | Italia (bandiera) | A     | Alessandro Muoio           |
|    | Italia (bandiera) | A     | Carlo Ricchetti            |
|    | Italia (bandiera) | A     | Massimiliano Vadacca       |

## Calciomercato
| Acquisti | Acquisti             | Acquisti  | Acquisti |
| R.       | Nome                 | da        | Modalità |
| -------- | -------------------- | --------- | -------- |
| D        | Stefano Bettarini    | Lucchese  |          |
| D        | Mark Iuliano         | Monza     |          |
| C        | Bruno Conca          | Triestina |          |
| A        | Mario Lemme          | Parma     |          |
| A        | Alessandro Muoio     |           |          |
| A        | Massimiliano Vadacca | Perugia   |          |

| Cessioni | Cessioni           | Cessioni   | Cessioni      |
| R.       | Nome               | a          | Modalità      |
| -------- | ------------------ | ---------- | ------------- |
| D        | Mauro Cellini      | Casarano   |               |
| D        | Vito Incrivaglia   | Trapani    | fine prestito |
| D        | Vittorio Tosto     | Fiorentina | fine prestito |
| C        | Fausto Di Feo      | Matera     |               |
| C        | Carmine Di Noia    | Bisceglie  |               |
| C        | Giuseppe Lo Polito | Barletta   |               |
| A        | Tiziano D'Isidoro  | Turris     |               |
| A        | Alvaro Zian        | Spezia     |               |

## Risultati

### Serie B

#### Girone di andata
| Arbitro: | Lana (Torino) |

|                      |           |  |
| Pisano 72’ Muoio 74’ | Marcatori |  |

| Arbitro: | D. Messina (Bergamo) |

|                           |           |  |
| Lopez 43’ A. Briaschi 45’ | Marcatori |  |

| Arbitro: | Borriello (Mantova) |

|               |           |               |
| Ricchetti 43’ | Marcatori | 71’ Melchiori |

| Arbitro: | Gronda (Genova) |

|           |           |                       |
| Fiori 78’ | Marcatori | 44’ Strada 65’ Pisano |

| Arbitro: | Tombolini (Ancona) |

|                                       |           |  |
| Romano 37’ Dolcetti 69’ Piraccini 88’ | Marcatori |  |

| Arbitro: | Bonfrisco (Monza) |

|  |           |             |
|  | Marcatori | 51’ Cossato |

| Arbitro: | Franceschini (Bari) |

|  |           |                |
|  | Marcatori | 58’ F. Inzaghi |

| Arbitro: | Collina (Viareggio) |

|             |           |              |
| Ianuale 79’ | Marcatori | 67’ Grimaudo |

| Arbitro: | Bettin (Padova) |

|                                |           |  |
| De Silvestro 14’ Ricchetti 90’ | Marcatori |  |

| Arbitro: | Pacifici (Roma) |

|              |           |                                  |
| Pistella 90’ | Marcatori | 17’ Rachini 45’ Pisano 88’ Lemme |

| Arbitro: | Beschin (Legnago) |

|                                                              |           |                           |
| Pisano 12’ (rig.), 75’ Ricchetti 17’ Tudisco 20’ Rachini 68’ | Marcatori | 15’ Buonocore 69’ Marulla |

| Arbitro: | Dinelli (Lucca) |

|                  |           |                                                |
| F. Giampaolo 84’ | Marcatori | 39’ De Silvestro 47’, 70’ Pisano 62’ Ricchetti |

| Salerno 4 dicembre 1994, ore ? CET 13ª giornata | Salernitana                 | 0 – 0 referto | Palermo | Stadio Arechi\| Arbitro: \| Cinciripini (Ascoli Piceno) \| |
| Arbitro:                                        | Cinciripini (Ascoli Piceno) |               |         |                                                            |

| Arbitro: | Farina (Novi Ligure) |

|           |           |  |
| Vieri 71’ | Marcatori |  |

| Arbitro: | Franceschini (Bari) |

|                                                |           |  |
| Pisano 46’, 85’ Ricchetti 56’ De Silvestro 78’ | Marcatori |  |

| Arbitro: | Bazzoli (Merano) |

|                                                            |           |           |
| Manetti 19’ (rig.), 42’ (rig.) Lamacchi 51’ Ficcadenti 87’ | Marcatori | 54’ Breda |

| Arbitro: | Stafoggia (Pesaro) |

|            |           |            |
| Strada 36’ | Marcatori | 45’ Calori |

| Arbitro: | Bonfrisco (Monza) |

|                  |           |                   |
| Di Francesco 20’ | Marcatori | 85’ (rig.) Pisano |

| Arbitro: | Collina (Viareggio) |

|            |           |               |
| Pisano 59’ | Marcatori | 82’ Fortunato |

#### Girone di ritorno
| Arbitro: | Ceccarini (Livorno) |

|             |           |            |
| Baglieri 3’ | Marcatori | 45’ Pisano |

| Arbitro: | Dinelli (Lucca) |

|  |           |             |
|  | Marcatori | 39’ Murgita |

| Arbitro: | Bolognino (Milano) |

|               |           |                       |
| Melchiori 22’ | Marcatori | 37’ Strada 50’ Pisano |

| Arbitro: | Bettin (Padova) |

|               |           |  |
| Ricchetti 35’ | Marcatori |  |

| Arbitro: | Nicchi (Arezzo) |

|                                                |           |                    |
| Tudisco 42’, 66’ Pisano 61’, 64’ Ricchetti 82’ | Marcatori | 81’, 90’ Scarafoni |

| Arbitro: | Borriello (Mantova) |

|             |           |                                    |
| Cossato 86’ | Marcatori | 9’ Ricchetti 45’ Strada 80’ Pisano |

| Arbitro: | Pairetto (Nichelino) |

|                                                |           |  |
| De Vitis 35’, 50’ (rig.), 61’, 63’ Inzaghi 53’ | Marcatori |  |

| Arbitro: | Amendolia (Messina) |

|            |           |  |
| Strada 24’ | Marcatori |  |

| Arbitro: | Beschin (Legnago) |

|  |           |                               |
|  | Marcatori | 31’ (aut.) Marcato 81’ Strada |

| Arbitro: | Rosica (Roma) |

|                                    |           |  |
| De Silvestro 74’ Pisano 90’ (rig.) | Marcatori |  |

| Cosenza 15 aprile 1995, ore ? CEST 30ª giornata | Cosenza                     | 0 – 0 referto | Salernitana | Stadio San Vito\| Arbitro: \| Cinciripini (Ascoli Piceno) \| |
| Arbitro:                                        | Cinciripini (Ascoli Piceno) |               |             |                                                              |

| Arbitro: | Racalbuto (Gallarate) |

|            |           |           |
| Pisano 55’ | Marcatori | 44’ Baldi |

| Palermo 30 aprile 1995, ore ? CEST 32ª giornata | Palermo            | 0 – 0 referto | Salernitana | Stadio La Favorita\| Arbitro: \| Bolognino (Milano) \| |
| Arbitro:                                        | Bolognino (Milano) |               |             |                                                        |

| Salerno 7 maggio 1995, ore ? CEST 33ª giornata | Salernitana          | 0 – 0 referto | Venezia | Stadio Arechi\| Arbitro: \| Farina (Novi Ligure) \| |
| Arbitro:                                       | Farina (Novi Ligure) |               |         |                                                     |

| Arbitro: | Pacifici (Roma) |

|              |           |                                           |
| Ferrigno 80’ | Marcatori | 18’, 75’ Tudisco 53’ Ricchetti 86’ Pisano |

| Arbitro: | Pellegrino (Barcellona Pozzo di Gotto) |

|                                                    |           |            |
| Facci 61’ Pisano 66’ (rig.), 70’ (rig.) Strada 90’ | Marcatori | 75’ Billio |

| Arbitro: | Ceccarini (Livorno) |

|           |           |                   |
| Poggi 13’ | Marcatori | 35’ (aut.) Calori |

| Arbitro: | Treossi (Forlì) |

|             |           |              |
| Tudisco 63’ | Marcatori | 80’ Rastelli |

| Arbitro: | Nicchi (Arezzo) |

|                        |           |            |
| Ganz 21’ Valentini 82’ | Marcatori | 73’ Strada |

### Coppa Italia

#### Prima fase
| Arbitro: | Bolognino (Milano) |

|  |           |            |
|  | Marcatori | 62’ Caruso |

## Statistiche
Statistiche aggiornate all'11 giugno 1995.

### Statistiche di squadra
| Competizione | Punti | In casa | In casa | In casa | In casa | In casa | In casa | In trasferta | In trasferta | In trasferta | In trasferta | In trasferta | In trasferta | Totale | Totale | Totale | Totale | Totale | Totale | DR  |
| Competizione | Punti | G       | V       | N       | P       | Gf      | Gs      | G            | V            | N            | P            | Gf           | Gs           | G      | V      | N      | P      | Gf     | Gs     | DR  |
| ------------ | ----- | ------- | ------- | ------- | ------- | ------- | ------- | ------------ | ------------ | ------------ | ------------ | ------------ | ------------ | ------ | ------ | ------ | ------ | ------ | ------ | --- |
| Serie B      | 59    | 19      | 9       | 7       | 3       | 31      | 14      | 19           | 7            | 6            | 6            | 26           | 27           | 38     | 16     | 13     | 9      | 57     | 40     | +17 |
| Coppa Italia | -     | 1       | 0       | 0       | 1       | 0       | 1       | 0            | 0            | 0            | 0            | 0            | 0            | 1      | 0      | 0      | 1      | 0      | 1      | -1  |
| Totale       | -     | 20      | 9       | 7       | 4       | 31      | 15      | 19           | 7            | 6            | 6            | 26           | 27           | 39     | 16     | 13     | 10     | 57     | 41     | +16 |

### Andamento in campionato
| Giornata  | 1 | 2 | 3 | 4 | 5 | 6  | 7  | 8  | 9  | 10 | 11 | 12 | 13 | 14 | 15 | 16 | 17 | 18 | 19 | 20 | 21 | 22 | 23 | 24 | 25 | 26 | 27 | 28 | 29 | 30 | 31 | 32 | 33 | 34 | 35 | 36 | 37 | 38 |
| --------- | - | - | - | - | - | -- | -- | -- | -- | -- | -- | -- | -- | -- | -- | -- | -- | -- | -- | -- | -- | -- | -- | -- | -- | -- | -- | -- | -- | -- | -- | -- | -- | -- | -- | -- | -- | -- |
| Luogo     | C | T | C | T | T | C  | C  | T  | C  | T  | C  | T  | C  | T  | C  | T  | C  | T  | C  | T  | C  | T  | C  | C  | T  | T  | C  | T  | C  | T  | C  | T  | C  | T  | C  | T  | C  | T  |
| Risultato | V | P | N | V | P | P  | P  | N  | V  | V  | V  | V  | N  | P  | V  | P  | N  | N  | N  | N  | P  | V  | V  | V  | V  | P  | V  | V  | V  | N  | N  | N  | N  | V  | V  | N  | N  | P  |
| Posizione | 3 | 8 | 9 | 4 | 7 | 12 | 14 | 15 | 12 | 8  | 4  | 2  | 3  | 4  | 2  | 4  | 4  | 5  | 6  | 8  | 11 | 8  | 6  | 4  | 4  | 4  | 5  | 4  | 4  | 4  | 4  | 5  | 6  | 6  | 5  | 5  | 5  | 5  |

Fonte:  Serie B - Classifiche, su calciometro.it (archiviato dall'url originale il 10 gennaio 2015).
Legenda:

Luogo: C = Casa; T = Trasferta. Risultato: V = Vittoria; N = Pareggio; P = Sconfitta.

### Statistiche dei giocatori
Sono in corsivo i calciatori che hanno lasciato la società a stagione in corso.
| Giocatore       | Serie B  | Serie B | Serie B     | Serie B    | Coppa Italia | Coppa Italia | Coppa Italia | Coppa Italia | Totale   | Totale | Totale      | Totale     |
| Giocatore       | Presenze | Reti    | Ammonizioni | Espulsioni | Presenze     | Reti         | Ammonizioni  | Espulsioni   | Presenze | Reti   | Ammonizioni | Espulsioni |
| --------------- | -------- | ------- | ----------- | ---------- | ------------ | ------------ | ------------ | ------------ | -------- | ------ | ----------- | ---------- |
| S. Bettarini    | 5        | 0       | 0           | 0          | ?            | 0            | ?            | ?            | 5+       | 0      | 0+          | 0+         |
| R. Breda        | 37       | 1       | 0           | 1          | ?            | 0            | ?            | ?            | 37+      | 1      | 0+          | 1+         |
| A. Chimenti     | 37       | -39     | 0           | 0          | ?            | -?           | ?            | ?            | 37+      | -39+   | 0+          | 0+         |
| G. Circati      | 17       | 0       | 0           | 0          | ?            | 0            | ?            | ?            | 17+      | 0      | 0+          | 0+         |
| B. Conca        | 10       | 0       | 0           | 0          | ?            | 0            | ?            | ?            | 10+      | 0      | 0+          | 0+         |
| A. Corradino    | 1        | 0       | ?           | ?          | ?            | 0            | ?            | ?            | 1+       | 0      | ?           | ?          |
| M. De Silvestro | 34       | 4       | 0           | 0          | ?            | 0            | ?            | ?            | 34+      | 4      | 0+          | 0+         |
| M. Facci        | 36       | 1       | 0           | 2          | ?            | 0            | ?            | ?            | 36+      | 1      | 0+          | 2+         |
| S. Fresi        | 34       | 0       | 0           | 1          | ?            | 0            | ?            | ?            | 34+      | 0      | 0+          | 1+         |
| R. Genco        | 3        | 0       | ?           | ?          | ?            | 0            | ?            | ?            | 3+       | 0      | ?           | ?          |
| L. Genovese     | 2        | -2      | ?           | ?          | ?            | -?           | ?            | ?            | 2+       | -2+    | ?           | ?          |
| G. Grassadonia  | 14       | 0       | 0           | 0          | ?            | 0            | ?            | ?            | 14+      | 0      | 0+          | 0+         |
| C. Grimaudo     | 37       | 1       | 0           | 0          | ?            | 0            | ?            | ?            | 37+      | 1      | 0+          | 0+         |
| M. Iuliano      | 22       | 0       | 0           | 1          | ?            | 0            | ?            | ?            | 22+      | 0      | 0+          | 1+         |
| M. Lemme        | 14       | 1       | 0           | 0          | ?            | 0            | ?            | ?            | 14+      | 1      | 0+          | 0+         |
| A. Muoio        | 7        | 1       | ?           | ?          | ?            | 0            | ?            | ?            | 7+       | 1      | ?           | ?          |
| G. Pisano       | 36       | 21      | 0           | 1          | ?            | 0            | ?            | ?            | 36+      | 21     | 0+          | 1+         |
| P. Rachini      | 25       | 2       | 0           | 0          | ?            | 0            | ?            | ?            | 25+      | 2      | 0+          | 0+         |
| C. Ricchetti    | 32       | 9       | 0           | 0          | ?            | 0            | ?            | ?            | 32+      | 9      | 0+          | 0+         |
| P. Strada       | 35       | 8       | 0           | 0          | ?            | 0            | ?            | ?            | 35+      | 8      | 0+          | 0+         |
| F. Tudisco      | 37       | 6       | 0           | 1          | ?            | 0            | ?            | ?            | 37+      | 6      | 0+          | 1+         |
| M. Vadacca      | 6        | 0       | ?           | ?          | ?            | 0            | ?            | ?            | 6+       | 0      | ?           | ?          |

## Giovanili

### Organigramma[9]
- Responsabile Settore Giovanile: Giuseppe Adducci
- Responsabile Settore Giovanile: Vincenzo D'Ambrosio
- Allenatore Primavera: Gaetano Zeoli

### Piazzamenti
- Primavera:
  - Campionato: ?
  - Coppa Italia: ?